# Бутовська Марина Львівна
Бутовська Марина Львівна (*27 червня 1959 року, Черкаси, Україна) — російський етолог, антрополог, доктор історичних наук, професор Російського гуманітарного університету (РДГУ), заступник директора Інституту культурної антропології РДГУ (1998–2000).

## Біографія
Народилася 27 червня 1959 року в Черкасах Української РСР. У 1982 році закінчила біологічний факультет Московського державного університету імні Ломоносова по кафедрі фізичної антропології. У 1985 році захистила кандидатську дисертацію на тему «Етологічні механізми деяких форм групової поведінки приматів як передумова антропосоціогенезу» (рос. Этологические механизмы некоторых форм группового поведения приматов как предпосылка антропосоциогенеза). З 1985 по 1992 роки — науковий співробітник; у 1992–1995 — старший науковий співробітник; у 1995–2002 — провідний науковий співробітник Інституту культурної антропології РДГУ. У 1994 році захистила докторську дисертацію на тему «Універсальні принципи організації соціальних систем у приматів, включно з людиною» (рос. Универсальные принципы организации социальных систем у приматов, включая человека).
З 1997 року професор Російського державного гуманітарного університету в навчально-науковому центрі соціальної антропології, де читає авторські курси лекцій: «Фізична антропологія», «Математика та інформатика», «Теорія і практика міжкультурної комунікації», «Соціобіологічні основи поведінки людини» і «Методи збору етологічного матеріалу», спецкурси «Етологія людини» і «Еволюційна антропологія». У 1998–2000 роках була заступником директора Інституту культурної антропології університету. З 1995 по 2002 роки — провідний науковий співробітник Інституту етнології та антропології РАН. З 2002 по 2008 роки — завідувач Центру еволюційної антропології Інституту, з 2008 року завідує сектором крос-культурної психології та етології людини. З 2006 року щорічно проводить сезон польових досліджень серед мисливців-збирачів племені хадза, скотарів датог та інших етнічних груп у Танзанії.
Член багатьох наукових товариств і асоціацій:
- Асоціація етнографів і антропологів Росії,
- Європейська антропологічна асоціація (англ. European Anthropological Association),
- Європейське приматологічне товариство (англ. European Primatological Society),
- Американська асоціація фізичних антропологів (англ. American Association of Physical Anthropologists),
- Товариство з вивчення поведінки й еволюції людини (англ. Human Behavior and Evolution Society),
- Міжнародне товариство з вивчення агресії (англ. International Society for Research on Aggression),
- Міжнародне товариство з етології людини (англ. International Society for Human Ethology),
- Міжнародне приматологічне товариство (англ. International Primatological Society).

Член редакційної колегії журналів «Этнографическое обозрение», «Anthropologie» і «Social Evolution and History».

## Наукові праці
Область наукових інтересів: приматологія, етологія людини і приматів, еволюційна антропологія (еволюційні передумови гомосексуальності), антропологія статі, конфліктологія, культурологія, крос-культурна комунікація, мисливці-збирачі Східної Африки.
Вела спостереження за соціальною поведінкою приматів в Сухумському приматологічному центрі з 1979 по 1991 року. З 1992 року продовжила ці дослідження на базі Російського приматологічного центру в Адлері. Проводила приматологічні дослідження в центрах Кассельского (1992–1993) і Страсбурзького університетів (1999–2001). У 1993–1995 роках проводила експедиційні роботи з вивчення гендерних стереотипів в Калмикії (1993–1995). У рамках урбаністичної етології людини з 1997 року вивчає етологічні й гормональні основи регуляції агресії у дітей та підлітків (Москва Еліста, Єреван); з 1998 року зацікавилась проблематикою міських жебраків у Східній Європі; з 1999 року займається дослідженнями поведінки пішоходів у міських умовах.
Автор понад 300 наукових статей і декількох монографій:
- (рос.) Бутовская М. Л., Файнберг Л. А. Этология приматов (учебное пособие). — М.: Издательство МГУ, 1992. — 190 с.
- (рос.) Бутовская М. Л., Файнберг Л. А. У истоков человеческого общества. — М.: Наука, 1993. — 255 с.
- (рос.) Бутовская М. Л. Язык тела. Природа и культура (эволюционные и кросс-культурные основы невербальной коммуникации человека). М.: Научный мир, 2004. 437 с. ISBN 5-89176-240-4.
- (рос.) Бутовская М. Л. Тайны пола. Мужчина и женщина в зеркале эволюции. — Фрязино: Век-2, 2004. — 367 с. ISBN 5-85099-148-4.
- (рос.) Бутовская М. Л., Дерягина М. А. Систематика и поведение приматов. — М.: Энциклопедия российских деревень, 2004. — 272 с.
- (рос.) Бутовская М. Л. Гомосексуализм и эволюция. — Фрязино: Век-2, 2005. — 62 с.
- (рос.) Бутовская М. Л. Власть, пол и репродуктивный успех. — Фрязино: Век-2, 2005. — 62 с.
- (рос.) Бутовская М. Л., Буркова В. Н., Тименчик В. М., Бойко Е. Ю. Агрессия и мирное сосуществование: универсальные механизмы контроля социальной напряжённости у человека. — М.: Научный мир, 2006. — 275 с. ISBN 5-89176-349-4
- (рос.) Бутовская М. Л. Антропология пола. — М.: Издательство «Век 2», 2013.
- (рос.) Бутовская М. Л., Дьяконов И. Ю., Ванчатова М. А. Бредущие среди нас: Нищие в России и странах Европы, история и современность. — М.: Научный Мир, 2007. — 275 с.
- (рос.) Бутовская М. Л., Морозов И. А., Махов А. Е. Обнажение языка: кросс-культурное исследование семантики древнего жеста. — М.: Языки Славянской Культуры, 2008. — 318 с.